# Spirocamallanus spiralis
Spirocamallanus spiralis är en rundmaskart som först beskrevs av Edward Baylis 1923.  Spirocamallanus spiralis ingår i släktet Spirocamallanus och familjen Camallanidae. Inga underarter finns listade i Catalogue of Life.